# Araneus senicaudatus
Araneus senicaudatus este o specie de păianjeni din genul Araneus, familia Araneidae, descrisă de Simon, 1908.
Este endemică în Western Australia. Conține o singură subspecie: A. s. simplex.